# J-Air
J-Air (яп. 株式会社ジェイエア кабусики гайся джэй эа) — региональная авиакомпания Японии со штаб-квартирой в городе Икеда (префектура Осака), работающая в сфере регулярных пассажирских перевозок на 16 маршрутах по аэропортам Японии от имени флагманской авиакомпании Japan Airlines. 

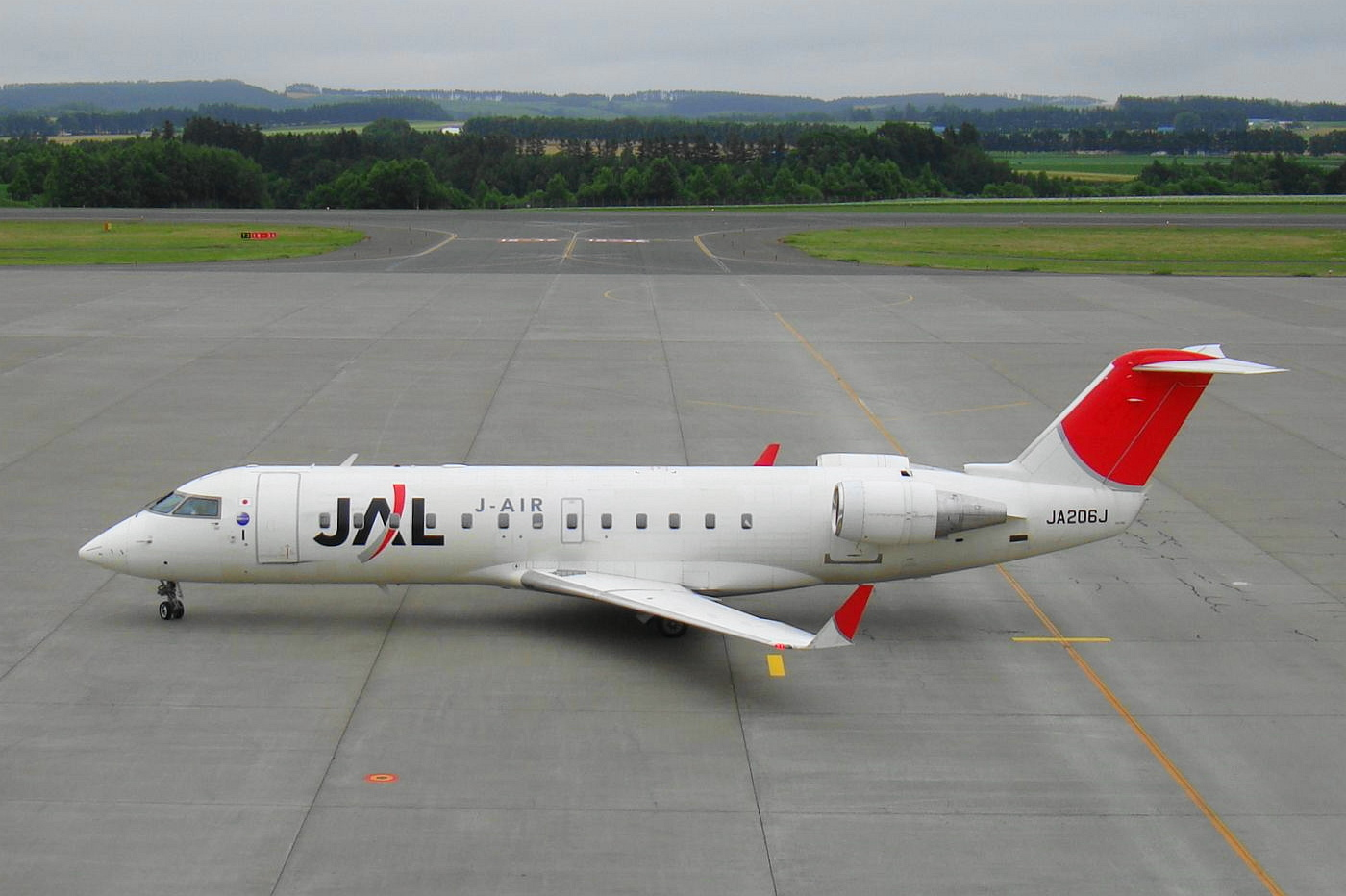
Bombardier CRJ-200 авиакомпании J-Air в прежней ливрее Japan Airlines

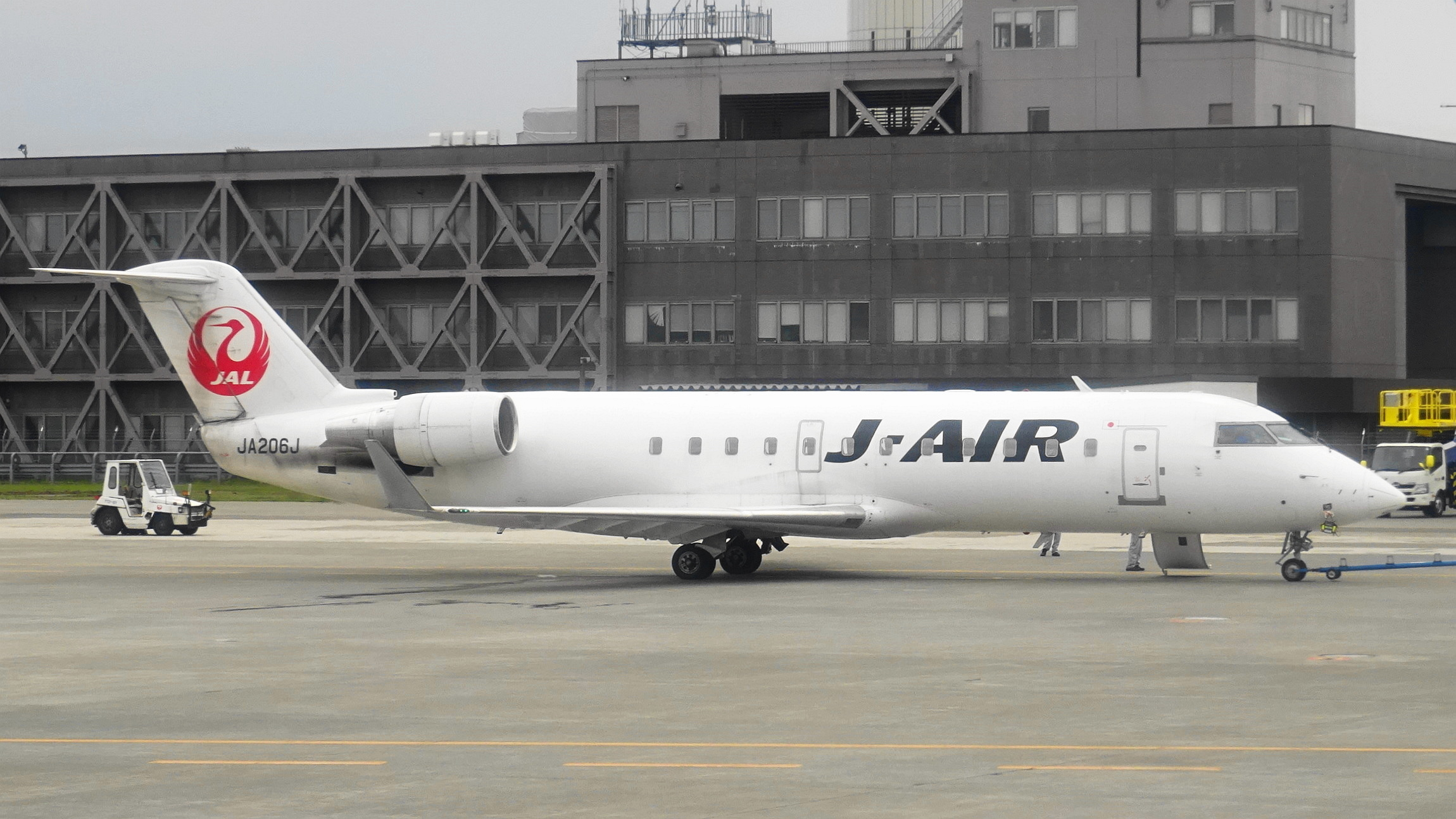
Bombardier CRJ-200 авиакомпании J-Air в новой раскраске «Цурумару»

Портом приписки перевозчика и его главным транзитным узлом (хабом) является международный аэропорт Осака.
J-Air является дочерним предприятиям флагманской авиакомпании Японии Japan Airlines (JAL) и аффилированным членом глобального авиационного альянса пассажирских перевозок Oneworld.

## История
В августе 1989 года авиакомпания Japan Airlines сформировала в аэропорту Омура (префектура Нагасаки) собственную школу JAL Flight Academy (JFA) по обучению и переподготовке лётных кадров. Основной задачей вновь образованной структуры стало переучивание бортинженеров JAL на пилотов гражданской авиации. В апреле 1991 года в составе JFA была создана небольшая авиакомпания для осуществления пассажирских перевозок местного значения между аэропортами в западной части Японии. В сентябре того же года компания начала вводить в эксплуатацию 19-местные самолёты Jetstream 31.
В августе 1996 года лётная школа JAL была разделена, и работавшая в её составе авиакомпания была выделена в дочернего перевозчика Japan Airlines, получив официальное название J-Air. 1 ноября того же года компания выполнила свой первый регулярный рейс из аэропорта Хиросима Ниси. В конце 2000 финансового года (конец марта 2001) администрации нескольких префектур отменили субсидирование местных авиаперевозок. В рамках собственной маркетинговой стратегии Japan Airlines решила ввести более вместительные самолёты Boeing 737 на местных маршрутах своих региональных подразделений, а также к августу 2003 года заменить пять лайнеров Jetstream 31 на пятидесятиместные самолёты Bombardier CRJ-200.
1 апреля 2007 года J-Air вместе с четырьмя другими дочерними перевозчиками авиакомпании Japan Airlines стали аффилированными членами глобального авиационного альянса пассажирских перевозок Oneworld. 18 июня того же года JAL заключила контракт с корпорацией Embraer на приобретение для J-Air десяти реактивных самолётов Embraer 170 с опционом на ещё пять лайнеров этого же типа. Сумма контракта составила 435 долларов США (со всеми опционами). Заказанные самолёты должны были иметь салоны одного экономического класса на 76 пассажирских мест. Первый лайнер был поставлен авиакомпании 3 октября 2008 года, 27 октября получил сертификацию Бюро гражданской авиации Японии и совершил свой первый полёт в феврале следующего года.

## Маршрутная сеть

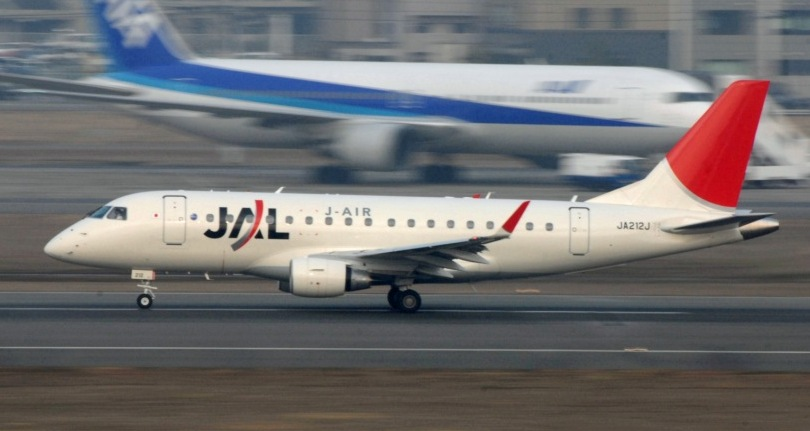
Embraer 170 (регистрационный JA-212J) авиакомпании J-Air

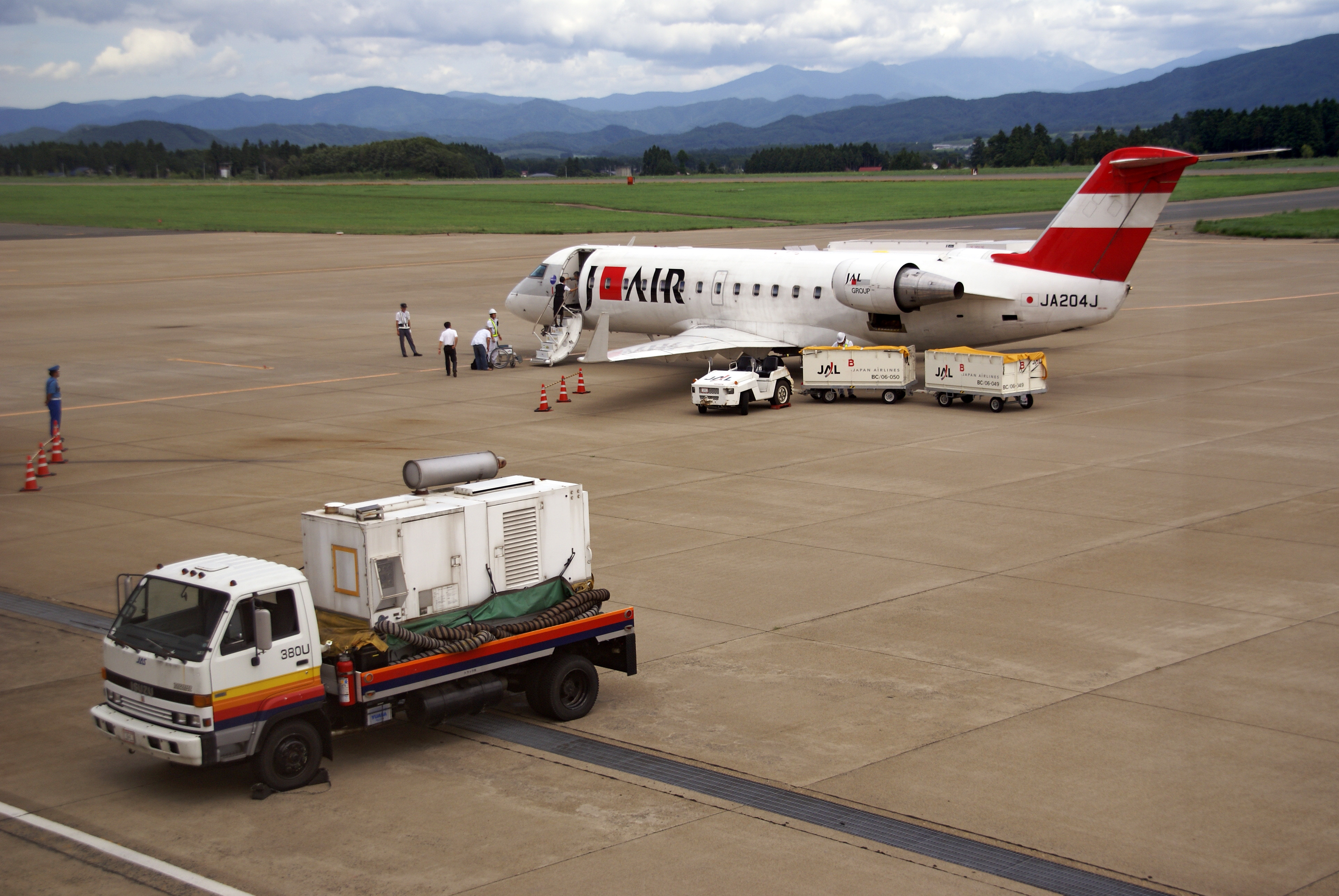
Bombardier CRJ-200 (регистрационный JA-204J) авиакомпании J-Air в прежней ливрее в аэропорту Ханамаки)

В январе 2013 года маршрутная сеть авиакомпании J-Air охватывала следующие пункты назначения:
- Япония
  - Акита — аэропорт Акита
  - Аомори — аэропорт Аомори
  - Фукуока — аэропорт Фукуока
  - Ханамаки — аэропорт Ханамаки
  - Китакюсю — аэропорт Китакюсю
  - Коти — аэропорт Коти
  - Кумамото — аэропорт Кумамото
  - Нагасаки — аэропорт Нагасаки
  - Осака
    - международный аэропорт Кансай
    - международный аэропорт Осака хаб

  - Сирахама — аэропорт Сирахама
  - Ниигата — аэропорт Ниигата
  - Одзора — аэропорт Меманбецу
  - Саппоро — аэропорт Титосэ Новый
  - Сендай — аэропорт Сендай
  - Обихиро — аэропорт Обихиро
  - Ота (Токио) — международный аэропорт Ханэда
  - Ямагата — аэропорт Ямагата

### Прекращённые маршруты
- Япония — Фукусима, Хиросима, Идзумо, Кагосима, Комацу, Миядзаки, Оита, Макинохара, Тоттори[3][4]

## Флот
По состоянию на январь 2023 года средний возраст всего флота авиакомпании J-Air составляет 8,7 лет. В состав флота входят следующие типы воздушных судов:
В 2018 году Bombardier CRJ-200 была выведена из эксплуатации авиакомпанией.

## JAL Mileage Bank

Логотип бонусной программы JAL Mileage Bank

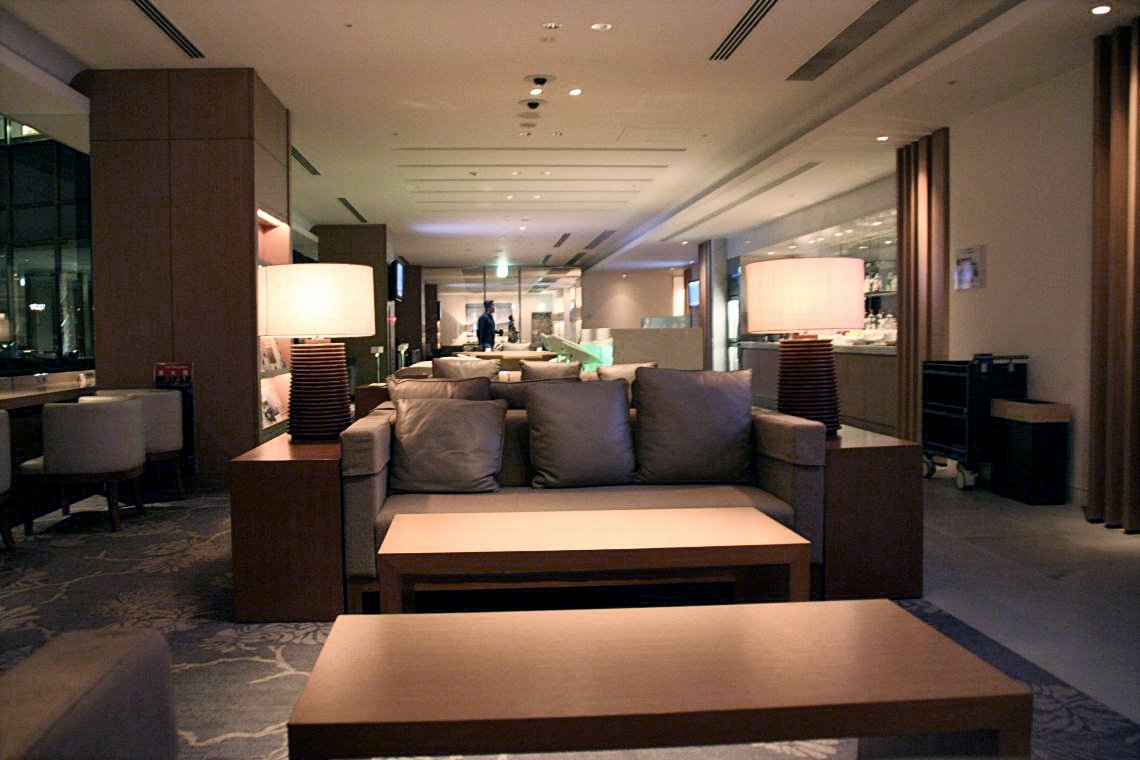
Зал повышенной комфортности «Sakura» в Терминале 2 международного аэропорта Нарита

JAL Mileage Bank (JMB) — бонусная программа поощрения часто летающих пассажиров холдинга «JAL Group», распространяющаяся на авиакомпании Japan Airlines, JAL Express, Japan Transocean Air, Japan Air Commuter, J-Air и Ryukyu Air Commuter. Условия программы распространяются на всех партнёров JAL по глобальному авиационному альянсу пассажирских перевозок Oneworld, а также на Air France, China Eastern Airlines и Emirates Airline. Большинство участников бонусной программы являются членами уровней «JMB Fly On Program», элитные уровни программы предоставляются с присвоением членства в группе «JAL Global Club (JGC)».
Вступление в программу JAL Mileage Bank бесплатно, мили действительны по последний день месяца, следующего за периодом в 36 месяцев со дня совершения полёта, либо транзакции по карте в рамках совместных банковских программ. Членство в бонусной программе может быть аннулировано, если в течение 36 месяцев не было накоплено ни одной мили.

### JMB Fly On
Программа поощрения часто летающих пассажиров «JMB Fly On» имеет четыре уровня участия — «Crystal» (начальный), «Sapphire», «JGC Premier» и «Diamond», которые присваиваются в соответствии с количеством совершённых полётов за один календарный год. Классификационные баллы зарабатываются на рейсах авиакомпаний холдинга JAL Group и альянса Oneworld и используются для расчёта уровня членства в бонусной программе, включая понижения и повышения уровней в программе JMB Fly On. Владельцы высших уровней бонусной программы имеют максимальные привилегии, включая гарантированное место в экономическом классе на любой рейс авиакомпаний группы JAL, провоз сверхнормативного багажа, приоритет на листе ожидания, внеочередную регистрацию на рейс и доступ в залы повышенной комфортности компаний группы JAL и её партнёров. Календарный год в бонусной программе начинается 1 апреля и заканчивается 31 марта следующего года.

#### Crystal
«Crystal» («хрусталь») — начальный уровень бонусной программы «JMB Fly On», который присваивается при накоплении 30 000 баллов, либо при совершении 30 полётов и накоплении 10 000 баллов в течение календарного года. После двух месяцев со дня квалификации на уровень владельцы данного уровня имеют право на приоритет на листе ожидания, 50 % бонус на накапливаемые мили, доступ в залы повышенной комфортности на внутренних рейсах (при этом за посещение этих залов снимаются бонусные мили с текущего счета), внеочередную регистрацию на стойках бизнес-класса (Executive Class) на международных направлениях, право регистрации на спецстойках «JGC» и приоритетное получение багажа на внутренних авиалиниях с билетами класса J и выше, дополнительно 10 кг багажа, приоритетную регистрацию и посадку на международные рейсы с билетами класса J и выше. В течение одного календарного года владелец уровня «Crystal» имеет право на 10 бесплатных повышений класса на рейсах группы JAL. Уровень «Crystal» полностью соответствует статусу «Ruby» в общей бонусной программе альянса Oneworld, привилегии которого распространяются на всех постоянных и аффилированных членов альянса.

#### Sapphire
Переход на уровень «Sapphire» («сапфир») происходит при накоплении 50 тысяч баллов, либо при совершении 50 полётов и накоплении 15 тысяч баллов. После двух месяцев со дня квалификации на уровень владельцам данного уровня начисляются увеличенные на 100 % бонусные мили. «Sapphire» предоставляет право на доступ в залы повышенной комфортности JAL и «Sakura» владельцу уровня и одному его спутнику, имеющему билет на рейс авиакомпаний группы JAL, право регистрации на стойках Первого класса на международных рейсах и на стойках «JGC» на внутренних рейсах авиакомпаний группы JAL, приоритетное получение багажа, возможность провоза до 20 кг дополнительного багажа. Членам уровня бонусной программы «Sapphire» предлагается вступить в программу «JAL Global Club» (см. ниже). В течение одного календарного года владелец уровня «Sapphire» имеет право на 20 бесплатных повышений класса на рейсах группы JAL. Уровень «Sapphire» полностью соответствует одноимённому статусу в общей бонусной программе альянса Oneworld, привилегии которого распространяются на всех постоянных и аффилированных членов альянса.

#### JGC Premier

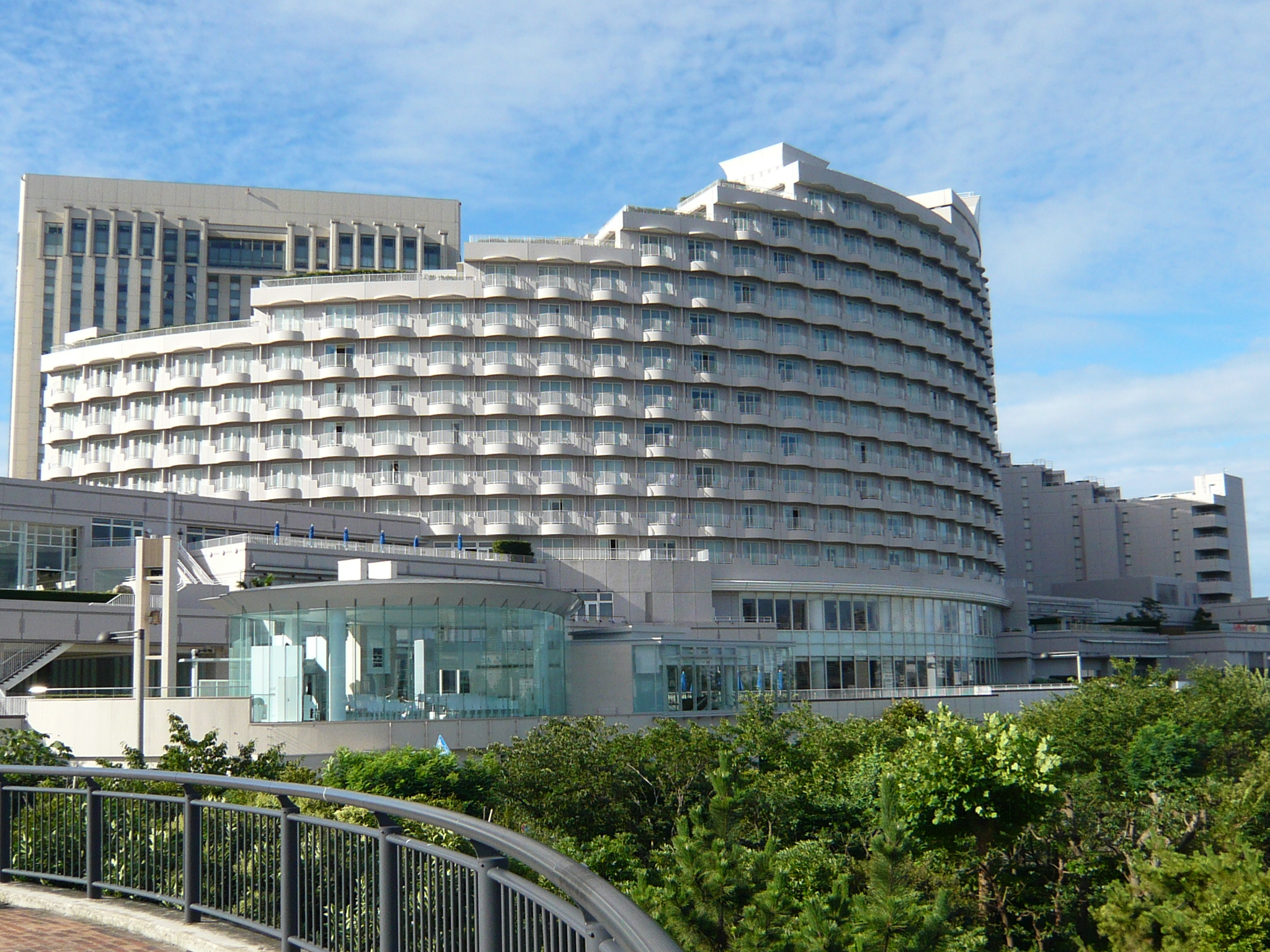
Отель Nikko Tokyo — партнёр бонусной программы «JMB Fly On»

При накоплении в течение календарного года 80 тысяч баллов, либо при совершении 80 полётов и накоплении 25 тысяч баллов, участник программы переходит на уровень «JGC Premier». После двух месяцев со дня квалификации на уровень владельцам данного уровня, помимо привилегий предыдущего уровня участия, предлагается сервис залов повышенной комфортности Первого класса для самого владельца и одного его спутника, имеющего билет на рейсы авиакомпаний группы JAL, право приоритетной регистрации на стойках Первого класса на внутренних и международных направлениях, право внеочередной посадки на рейсы. С апреля следующего года и в течение одного календарного года владелец уровня «JGC Premier» имеет право на 30 бесплатных повышений класса на рейсах группы JAL, получает три бесплатных купона на посещение «Sakura Lounge», купон на одни сутки в отелях — партнёрах JAL, пять купонов на посещение клубов «Century 21 Club» и один купон на цветочный подарочный набор. Уровень «JGC Premier» полностью соответствует статусу «Emerald» в общей бонусной программе альянса Oneworld, привилегии которого распространяются на всех постоянных и аффилированных членов альянса.

#### Diamond
Переход на высший уровень «Diamond» («Бриллиантовый») бонусной программы «Fly On» осуществляется при накоплении 100 тысяч баллов, либо при совершении 120 полётов и накоплении 35 тысяч баллов в течение одного календарного года. После двух месяцев со дня квалификации на уровень и в течение года, начиная со следующего апреля, владельцам этого уровня, помимо привилегий предыдущего уровня участия, предлагается возможность 40 бесплатных повышений класса на рейсах группы JAL, два купона на одни сутки каждый в отелях — партнёрах JAL и членская клубная карта «Century 21 Club». Уровень «Diamond» полностью соответствует статусу «Emerald» в общей бонусной программе альянса Oneworld, привилегии которого распространяются на всех постоянных и аффилированных членов альянса.

### JAL Global Club

Логотип программы «JAL Global Club»

Членам бонусной программы «JAL Global Club» предлагается эксклюзивное сервисное обслуживание с высшим уровнем меню и винной карты на рейсах авиакомпаний группы JAL, в залах повышенной комфортности Первого класса JAL, авиакомпаний — партнёров JAL по авиаальянсу Oneworld и другими партнёрами. Членами «JGC» становятся пассажиры, накопившие 50 тысяч баллов в течение календарного года, либо совершившие в течение года 50 полётов на рейсах авиакомпаний группы JAL и имеющими минимум 15 тысяч бонусных баллов. Программа предусматривает пожизненное членство.
Участники «JGC» автоматически получают уровень «Oneworld Sapphire» глобального альянса Oneworld.